# Гоніометр (Антропологія)

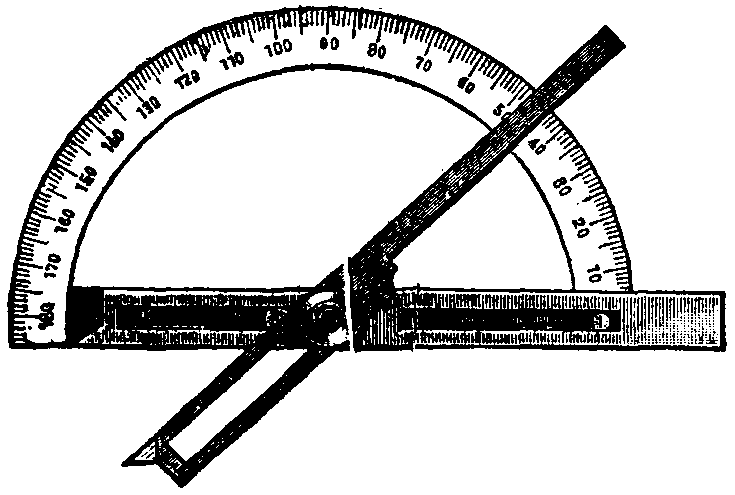
Britannica Goniometer Contact

Гоніометр(від грецьк.gonía — кут; metron - вимірювати) — прилад для вимірювання кутів. Застосовується у краніомерії з метою вимірювання кутів черепа та лицевих кутів, кутів викривлення хребта, виступання носа, а також для вимірювань амплітуди рухів суглобів пальців. У антропометричних дослідженнях також використовують у поєднанні з антропометром.

## Історія
Усі інструменти, що насьогодні відомі у антропології, були розроблені та вдосконалені Полем Брока - французьким хірургом та антропологом. Прототипом антропологічного гоніометра став гоніометр Каранжо, який існував ще наприкінці XVIII століття. Через більш, ніж 100 років Поль Брока вдосконаливши цей вимірювальний прилад, зміг запровадити його як антропометричний.

## Будова
Інструмент складається з транспортира з градусними поділками та стрілкою у центрі, закріпленою за допомогою гвинта. Розширення стрілки утворює висок. Розмах шкали на транспортирі становить 180°. На задній поверхні основи транспортира є муфта з гвинтом, за допомогою якої прилад закріплюється на округлій ніжці ковзного або товщинного циркулів. 

## Вимірювання
Для того щоб визначити кут будь-якої лінії на черепі, спершу його потрібно встановити у пложення так званої франкфуртської горизонтальної площини, що проходить через верхні краї слухових отворів і нижній край лівої очної орбіти. Після цього гоніометр закріплюють на ковзному циркулі і встановлюють гострі кінці його ніжок на крайніх точках лінії, яку хочуть виміряти, водночас стрілка гоніометра фіксує та показує величину кута на шкалі транспортира.